# 陳財喜

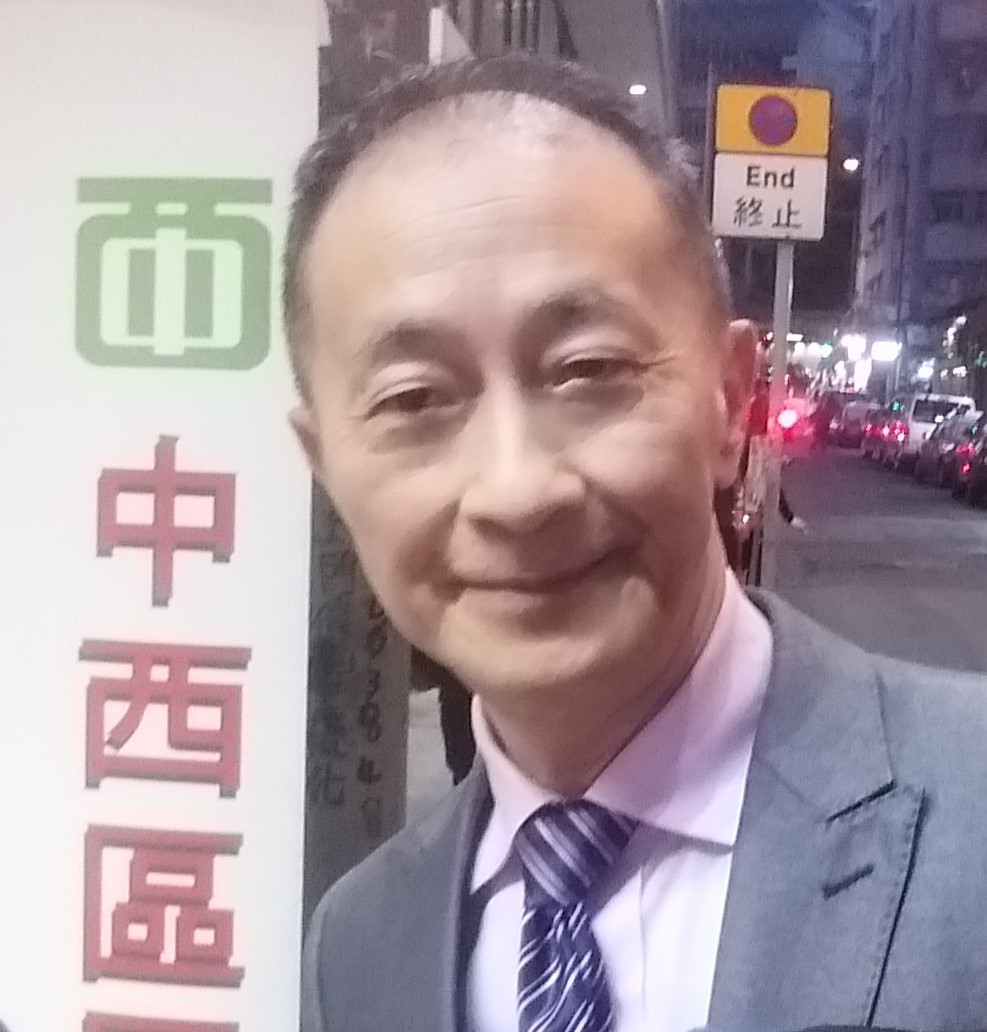

陳財喜，MH，JP（1956年1月15日—）新世紀論壇營運總監，前任中西區區議員（石塘咀）。

## 背景
陳財喜早年在石塘咀長大，就讀聖類斯學校，1975年畢業於聖類斯中學，1977年至1981年在加拿大多倫多大學修讀學士學位。他長期服務於中西區，從1988年起擔任為中西區區議員（西營盤西），以後一直當選連任至2019年。1994年至1999年任市政局及臨時市政局議員。陳財喜是前匯點成員，1994年匯點與港同盟合組民主黨後，成為民主黨黨員。1996年因參加臨時立法會，退出民主黨。1998年立法會選舉中在批發及零售界功能界別中落敗。
2019年區議會選舉中落敗，結束長達31年區議員生涯。

## 個人生活
陳財喜已婚，配偶為何美娟，二人育有兩名子女。